# Посольство Гамбии в России
Посольство Республики Гамбия в Российской Федерации (англ. Embassy of the Republic of The Gambia to the Russian Federation) — официальная дипломатическая миссия Гамбии в России, расположена в Москве на Якиманке в дипломатическом корпусе на улице Коровий Вал. 
- Адрес посольства: 119049, Москва, улица Коровий Вал, дом 7, стр.1, офис 11А (1 этаж)[1]
- Посол Гамбии в Российской Федерации: Ибрайма Сисей (с 4 декабря 2023 года).

## Дипломатические отношения
Дипломатические отношения Гамбии и СССР были установлены 17 июля 1965 года. Посольство Гамбии в Москве открыто в 2016 году. До этого гамбийский посол во Франции был послом в России по совместительству.

## Послы Гамбии в России
- Эсса Бокар Сей (2001—?)
- Мозес Бенжамин Джаллоу (2010—2014)
- Роберт Шустковский (2014, врем. поверенный)
- Усман Баджи (2014—2016)
- Момоду Аки Байо (2016—2017)
- Джайнаба Ба (2017—2020)
- Янкуба Саиди (2020, врем. поверенный)
- Алхаджи Ниангадо (2020—2023)
- Ибрайма Сисей (с 2023)